# Family First Party
Family First Party (w dosłownym tłumaczeniu: Partia Najpierw Rodzina) – australijska partia polityczna o profilu konserwatywnym, istniejąca od 2002 roku. Według stanu na marzec 2012, partia posiada dwóch przedstawicieli w Radzie Ustawodawczej Australii Południowej. W przeszłości była też reprezentowana w parlamencie federalnym oraz parlamencie Australii Zachodniej.

## Historia
Partia po raz pierwszy wzięła udział w wyborach w roku 2002, kiedy to wystawiła swych kandydatów do parlamentu stanowego Australii Południowej. Jej założyciel Andrew Evans został wówczas wybrany do Rady Legislacyjnej. W 2004 odniosła swój jedyny jak dotąd sukces w wyborach na szczeblu federalnym – startujący w jej barwach Steve Fielding (obecny lider partii) uzyskał miejsce w Senacie jako jeden z reprezentantów stanu Wiktoria. W 2006 partii udało się powiększyć do dwóch mandatów swój stan posiadania w izbie wyższej parlamentu Australii Południowej. Przez pewien czas posiadała także jednego reprezentanta w parlamencie Australii Zachodniej, chociaż został on wybrany jako kandydat niezależny, a dopiero potem zasilił szeregi Family First Party.

## Program
Jak sugeruje już sama nazwa, partia kładzie w swoim programie szczególny nacisk na wartości związane z rodziną. W kwestiach społecznych i obyczajowych prezentuje stanowisko konserwatywne – sprzeciwia się prawnej dopuszczalności aborcji i eutanazji, nie zgadza się również na jakiekolwiek prawne usankcjonowanie związków osób tej samej płci, a tym bardziej na przyznanie im prawa do adopcji dzieci. Jest również za utrudnieniem dostępu dzieci do pornografii w Internecie poprzez nałożenie na dostawców Internetu obowiązku domyślnego filtrowania stron (dorośli użytkownicy mieliby prawo wyłączenia tego zabezpieczenia). Opowiada się również za większą otwartością na uchodźców i Aborygenów. Była pierwszą australijską partią, która wybrała aborygeńską kobietę na stanowisko swego prezydenta (odpowiednika sekretarza generalnego w partiach europejskich).